# 雅尔热
雅尔热（法語：Jarjayes，法語發音：[ʒaʁʒaj]）是法国上阿尔卑斯省的一个市镇，属于加普区。

## 地理
雅尔热（44°30'19"N, 6°6'38"E）面积22.67 平方千米，位于法国普罗旺斯-阿尔卑斯-蓝色海岸大区上阿尔卑斯省，该省份为法国东南部内陆省份，北起萨瓦省，西北接伊泽尔省，西南接德龙省，南至上普罗旺斯阿尔卑斯省，东北部与意大利接壤。
与雅尔热接壤的市镇（或旧市镇、城区）包括：旺特罗勒、加普、莱特雷、朗博、圣艾蒂安勒洛、瓦尔塞尔。

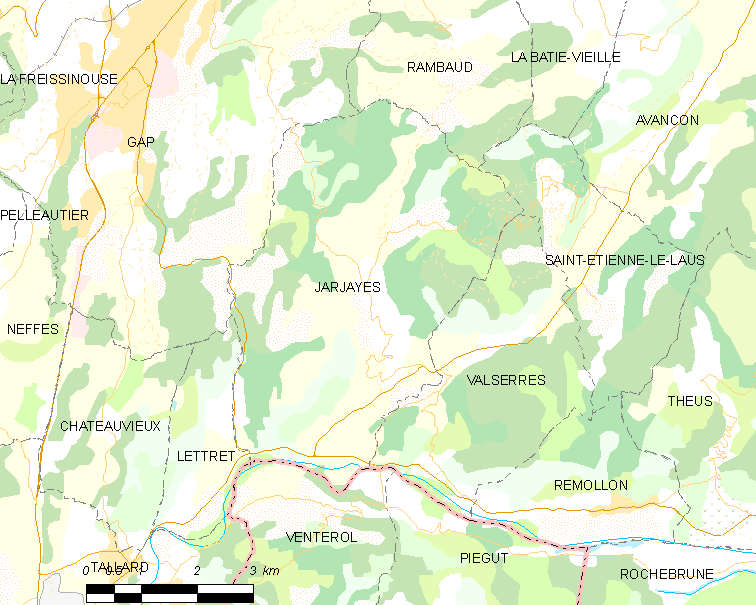
雅尔热的OSM定位图

雅尔热的时区为UTC+01:00、UTC+02:00（夏令时）。

## 行政
雅尔热的邮政编码为05130，INSEE市镇编码为05068。

## 政治
雅尔热所属的省级选区为塔拉尔县。

## 人口

1962-2008年间雅尔热人口变化图示

雅尔热于2022年1月1日时的人口数量为465人。